# Гандам (франшиза)
Гандам (яп. ガンダム, англ. Gundam) — одна із найтриваліших активних медіафраншиз в історії аніме, яка поєднує декілька десятків серіалів, OVA та повнометражних фільмів, створених студією Sunrise, а також різноманітні відеоігри, книги та манґа-серіали.
«Візитними картками» франчайзу є науково-фантастичні світи, тематика війни та меха — величезні бойові роботи різноманітних моделей. Дизайн роботів спричинив справжню революцію в жанрі меха в кінці 70-х років, коли вийшов перший з аніме-серіалів серії — Mobile Suit Gundam (1979-1980), і справив сильний вплив на пізніші аніме, зокрема, породивши піджанр «Real Robot» (реалістичні роботи), на противагу жанру «Super Robot».
До 1994 року дія всіх серіалів та фільмів серії відбувалася у вигаданому всесвіті, названому за назвою прийнятої в нім календарної системи «Вселенським Століттям», але в середині 90-х з'явилися так звані «альтернативні календарі», не пов'язані з ВС нічим крім тематики та жанру. На сьогоднішній день франчайз налічує шість паралельних всесвітів, не рахуючи super-deformed пародії на самого себе SD Gundam.
Станом на березень 2020 року франшиза повністю належить компанії Bandai Namco Holdings через її дочірні компанії Sotsu та Sunrise. До 2000 року франшиза Gundam принесла понад 5 мільярдів доларів США роздрібного прибутку. До 2022 року річний дохід франшизи Gundam досяг ¥101,7 мільярда на рік (~ $693,3 млн.), з яких ¥44,2 мільярда (~ $300 млн.) становили роздрібні продажі іграшок та товарів для хобі. У 2024 році фільм Mobile Suit Gundam SEED Freedom зібрав $36 млн.

## Тематика
На ряду з The Super Dimension Fortress Macross, Gundam вважається родоначальником жанру Real Robot, який відрізняється від Super Robot в ряді стилістичних та тематичних пунктів. Одним з найважливіших відмінностей є більший реалізм в дизайні меха, а також роль, яку вони відіграють у сюжеті: на відміну від своїх SR-прообразів, які, як правило, були унікальними і часто одухотвореними героями історії, роботи в RR є неживою та досить поширеною зброєю. «Мобільна зброя» пілотується з кабіни, розташованої всередині, тому знищення машини зазвичай рівнозначне загибелі пілота.

Мобільний воїн моделі RX-78-2 Gundam в UC0079

Згідно з дизайном, мобільна зброя поділяється на негуманоїдную літаючу «мобільну броню» та гуманоїдних «мобільних воїнів», до яких відносяться і так звані «Гандами» — меха, які в усіх календарях технологічно випереджають інші моделі і так чи інакше грають центральну роль у всіх історіях.
Реалізм сюжету виражається в тому, що у будь-якої, навіть найнадійнішої зброї в Gundam рано чи пізно закінчується енерго- та боєзапас або відбуваються технічні збої. Крім того, роботи серії часто містять у собі реально існуючі наукові відкриття (наприклад, колонії у «Вселенському Столітті» являють собою циліндри О'Ніла, зафіксовані в точках Лагранжа) або власні вигадані, але ретельно опрацьовані псевдо-наукові теорії (фізика Міновскі, яка описує видобуток енергії з гелію-3).
Основною темою, яка об'єднує переважну більшість робіт Гандама, є жорстокість війни та травми, які наносяться нею, особливо психіці молодих хлопців та дівчат, які виявляються втягнуті у збройні конфлікти проти своєї волі. Смерть, руйнування та жорстокість, властиві збройним конфліктам, стають головним супротивником протагоністів, але самі вони, як і їхні вороги, дуже рідко виступають в ролі абсолютних героїв чи злочинців, тому що кожен з них має свої мотиви, недоліки та ідеали. Велика увага при цьому приділяється протиставленні різних філософських та політичних позицій, які уособлюють персонажі, — як історичних, так і тих, що, на думку авторів, постануть перед людьми в майбутньому. Особливо часто розглядаються причини та наслідки війн, ідеал пацифізму та еволюція людського суспільства і людства як виду. Крім того, більшість сюжетів Gundam можна розглядати як історії дорослішання головних героїв (і їх антагоністів), чиї особливості характеру і світогляду змінюються протягом часу згідно з обставинами їхнього життя.

## Календарі
Починаючи з Mobile Fighter G Gundam, події ряду робіт серії стали переносити з «Вселенського Століття» в «альтернативні календарі», — паралельні всесвіти, історично не пов'язані ні з ним, ні один з одним. Всі всесвіти Gundam можна розглядати як різні бачення майбутнього людства, що досягло значних успіхів у науці та вийшло у космос. Останнє виражається, як правило, в системі космічних колоній в Сонячній системі, жителі яких рано чи пізно вступають в збройний конфлікт з землянами.
- Вселенське Століття (англ. Universal Century,[a] UC) є найстарішим всесвітом серії, чия вигадана історія простягається майже на півтора сторіччя, і є прообразом для всіх інших всесвітів вслід за ним.
- Майбутнє Століття (англ. Future Century, FC) — всесвіт, де відбуваються події Mobile Fighter G Gundam (1994—1995). На відміну від «Вселенського», в «Майбутньому Столітті» колоністи стають набагато сильніше землян та змушені боротися з анархією, що загрожує захлиснути Землю.
- Після Колонії (англ. After Colony, AC), в значенні «від заснування першої колонії», — календарна система, прийнята у світі серіалу Mobile Suit Gundam Wing (1995—1996) і пов'язаних з ним робіт. На відміну від UC та FC, тут Земля міцно утримує жорсткий контроль над колоніями.
- Після Війни (англ. After War, AW). У цьому всесвіті відбуваються події After War Gundam X (1996). Його характеризують постапокаліптичні мотиви, пов'язані з тим, що в цьому всесвіті Сонячна система пережила сім воєн, остання з яких закінчилася скиданням ряду колоній з орбіти, що зруйнували поверхню Землі.
- Точне Століття (яп. 正 歴, англ. Correct Century, CC[b]), за задумом Йосіюкі Томін (режисера Mobile Suit Gundam), — далеке майбутнє інших всесвітів, в якому розгортається сюжет ∀ Gundam (1999—2000), присвячений протистояння науково відсталих землян технологічно розвинутим, але, на відміну від FC, агресивно налаштованим колоністам.
- Космічна Ера (англ. Cosmic Era, CE) — всесвіт, де відбувається події Mobile Suit Gundam SEED (2002—2003) і його продовжень. CE перейняла дуже багато рис «Вселенського Століття», однак привнесла і такі нововведення, як генна інженерія, створення «над-людей» і, як наслідок, ксенофобія, що веде до війни.
- Наша ера (англ. Anno Domini, AD). Сюжет серіалу Mobile Suit Gundam 00 (2007—2009, два сезони) розгортається на початку XXIV століття, тобто, недвозначно описує фантастичне майбутнє реального світу. AD — перший всесвіт Gundam, де космічні колонії існують, але в серіалі практично не фігурують, поступаючи це місце орбітальним ліфтам і оточуючим їх конструкціям.
- Просунуте покоління (яп. アドバンスド・ジェネレーション, англ. Advanced Generation, AG) — всесвіт, де відбуваються події Mobile Suit Gundam AGE (2011—2012)
- Позолочене Століття (яп. リギルド・センチュリ, англ. Regild Centuryn, RC) — всесвіт, де відбуваються події Gundam Reconguista in G (2014—2015)
- Після Катастрофи (англ. Post Disaster, PG) — шкала часу, представлена у серіалі Mobile Suit Gundam: Iron-Blooded Orphans (2015—2017)
- Ера Зірки (англ. Ad Stella, AS) — всесвіт, де відбуваються події Mobile Suit Gundam: The Witch from Mercury (2022—2023)

## Основні роботи
| Назва                                      | Тип                   | Рік                                   |
| ------------------------------------------ | --------------------- | ------------------------------------- |
| Mobile Suit Gundam                         | Серіал Фільм          | 1979—1980 1981—1982                   |
| Mobile Suit Zeta Gundam                    | Серіал Фільм          | 1985—1986 2005—2006                   |
| Mobile Suit Gundam ZZ                      | Серіал                | 1986—1987                             |
| Mobile Suit Gundam: Char's Counterattack   | Фільм                 | 1988                                  |
| Mobile Suit Gundam 0080: War in the Pocket | OVA                   | 1989                                  |
| Super Deformed Gundam                      | Фільм OVA Серіал      | 1988—1989, 1991, 1993 1988, 1990 1993 |
| Mobile Suit Gundam F91                     | Фільм                 | 1991                                  |
| Mobile Suit Gundam 0083: Stardust Memory   | OVA Фільм             | 1991 1992                             |
| Mobile Suit Victory Gundam                 | Серіал                | 1993                                  |
| Mobile Fighter G Gundam                    | Серіал                | 1994—1995                             |
| Mobile Suit Gundam Wing                    | Серіал OVA            | 1995—1996 1996                        |
| Mobile Suit Gundam: The 08th MS Team       | OVA Compilation Фільм | 1996 1998                             |
| After War Gundam X                         | Серіал                | 1996                                  |
| Gundam Wing: Endless Waltz                 | OVA Фільм             | 1997 1998                             |
| Turn A Gundam                              | Серіал Фільм          | 1999—2000 2002                        |
| Gundam the Ride: A Baoa Qu                 | Фільм                 | 2000                                  |
| Gundam Neo Experience 0087: Green Divers   | Фільм                 | 2001                                  |
| Gundam Evolve                              | Серіал                | 2001—2005                             |
| Mobile Suit Gundam SEED                    | Серіал                | 2002—2003 2004                        |
| Superior Defender Gundam Force             | Серіал                | 2003—2004                             |
| Mobile Suit Gundam MS IGLOO                | Фільм OVA             | 2004 2006                             |
| Mobile Suit Gundam SEED Destiny            | Серіал                | 2004—2005 2006—2007                   |
| Mobile Suit Gundam SEED C.E. 73: Stargazer | ONA                   | 2006                                  |
| Mobile Suit Gundam 00                      | Серіал                | 2007—2009 2009—2010                   |
| Mobile Suit Gundam MS IGLOO 2              | OVA                   | 2009                                  |
| Mobile Suit Gundam Unicorn                 | OVA                   | 2010                                  |
| Mobile Suit Gundam 00 Фільм                | Фільм                 | 2010                                  |
| Mobile Suit Gundam SEED: The Film          | Фільм                 | Не анонсований                        |
| Mobile Suit Gundam: Iron-Blooded Orphans   | Серіал                | 2015                                  |
| Mobile Suit Gundam: The Witch from Mercury | Серіал                | 2022—2023                             |
| Mobile Suit Gundam SEED Freedom            | Фільм                 | 2024                                  |
| Mobile Suit Gundam GQuuuuuuX               | Серіал                | 2025                                  |

## Глобальне поширення
З 1980 року «Ґандам» також з'являвся в таких країнах та регіонах:
| Регіон                                 | Рік дебюту |
| -------------------------------------- | ---------- |
| Італія Гонконг                         | 1980       |
| Республіка Китай (Тайвань) КНР Таїланд | 1981       |
| Сінгапур Малайзія Південна Корея Макао | 1982       |
| Філіппіни                              | 1983       |
| Індонезія                              | 1987       |
| Америка Європа Австралія Нова Зеландія | 1994       |

## Вплив
Gundam є японським культурним символом і щорічним багатомільярдним бізнесом у єнах для компанії Bandai Namco. Щорічний дохід франшизи сягнув ¥54,5 мільярда у 2006 році, ¥80,2 мільярда у 2014 році та ¥145,7 мільярда у 2024 році (~ $990 млн на 2024 рік). Було випущено поштові марки; співробітника Міністерства сільського господарства було дисциплінарно покарано за внесок до сторінок японської Вікіпедії, пов'язаних із Gundam; а Сили самооборони Японії дали кодову назву «Gundam» своєму передовому персональному бойовому комплексу, який знаходиться у розробці. Згідно з опитуванням Nikkei Entertainment від 16 грудня 2023 року, середній вік фанатів Gundam у Японії становить 42 роки, а співвідношення чоловіків до жінок — приблизно 90:10.
Вплив Gundam у Японії порівнюють з впливом Star Wars у Сполучених Штатах.